# José António dos Ramos

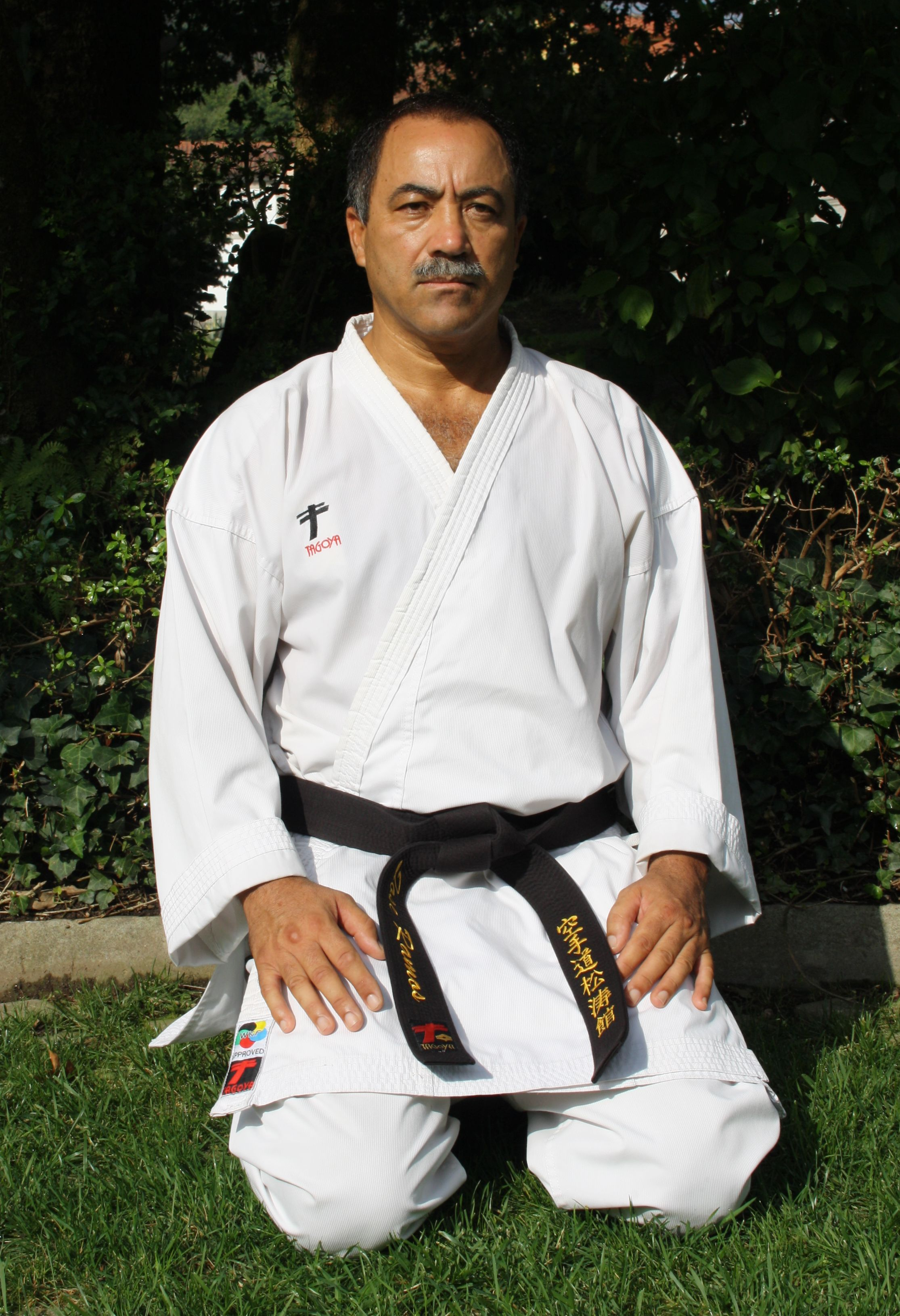
Sensei José Ramos 8º Dan

José António dos Ramos (São Tomé e Príncipe, 01/12/1953) é um mestre português de Karate Shotokan.
- 1970 - Iniciou a prática de Karate (com 16 anos na Casa da Mocidade Portuguesa em Lisboa) .
- 1973 - Graduado 1º Dan ( Sensei K. Enoeda - JKA ).
- 1976 - Graduado 2º Dan ( Sensei K. Enoeda - JKA ).
- 1979 - Graduado 3º Dan ( Sensei K. Enoeda - JKA ).
- 1983 - Graduado 4º Dan ( Conselho Técnico do CPK ).
- 1991 - Graduado 5º Dan ( Sensei K. Enoeda - JKA ).
- 1998 - Graduado 6º Dan ( Sensei H. Nishiyama - ITKF ).
- 2006 - Graduado 7º Dan ( International Traditional Karate Federation - ITKF )
- 2015 - Graduado 8º Dan pela  International Traditional Karate Federation.

É uma das figuras essenciais no desenvolvimento e expansão desta arte marcial em Portugal, assumindo em 1981 o comando técnico do Centro Português de Karate. 
Competiu de 1976 a 1986, tendo-se sagrado Campeão Nacional em Kumite e Kata - Federação Portuguesa de Karate. Representou Portugal em competições Internacionais da IAKF e WUKO.
Foi seleccionador nacional da Federação Portuguesa de Karate de 1983 a 1993 e seleccionador nacional sénior da FNK-P de 1994 a 2006.
Actualmente acumula os cargos de Formador e membro do conselho de graduações da Federação Nacional de Karate-Portugal, seleccionador da Liga Portuguesa de Karate Shotokan (LPKS), examinador e árbitro internacional de Categoria A da International Traditional Karate Federation.